# Jacob Vestergaard
Jacob Vestergaard (ur. 7 kwietnia 1961 w Tvøroyri) – farerski polityk, od 2019 do 2022 roku minister rybołówstwa. Ministrem rybołówstwa był także w latach 2003–2004, 2008–2011 oraz 2012–2015. Od 2005 do 2007 roku pełnił obowiązki ministra spraw wewnętrznych.

## Życiorys
Od 1985 do 1987 roku szkolił się na policjanta, następnie pracował w tym zawodzie.

### Kariera polityczna
W 1993 roku został wybrany burmistrzem gminy Sumba. Stanowisko to pełnił do 2003 roku, kiedy to premier Anfinn Kallsberg powołał go w skład rządu na stanowisko ministra rybołówstwa, na którym pozostał do 2004 roku. Od 2005 do 2007 roku był ministrem spraw wewnętrznych. W wyborach parlamentarnych w 2008 roku został wybrany deputowanym do Løgtingu z ramienia Farerskiej Partii Ludowej, uzyskał wówczas 869 głosów. W tym samym roku 26 września ponownie został powołany na stanowisko ministra rybołówstwa, którym pozostał do 2011 roku.
W wyborach parlamentarnych w 2011 roku uzyskał reelekcję na stanowisku deputowanego z wynikiem 1048 głosów. Od 19 stycznia 2011 do 14 listopada tego samego roku był ministrem spraw zagranicznych. W 2012 roku ponownie został ministrem rybołówstwa. We wrześniu 2015 roku na tym stanowisku zastąpił go Høgni Hoydal. 16 września 2019 został ponownie powołany na ministra rybołówstwa. 5 stycznia 2022 roku Farerska Partia Ludowa ogłosiła, że kolejną nominację na stanowisko ministra rybołówstwa uzyskał Árni Skaale. Dzień później premier powołał go w skład rządu, a tym samym zastąpił on Vestergaarda na tej funkcji.

## Życie prywatne
Jest żonaty z Sólfríð Vestergaard, z którą ma czworo dzieci: Jana, Rói, Guðrið i Vára.